# 조란 미쿨리치
조란 미쿨리치(크로아티아어: Zoran Mikulić, 1965년 10월 24일~)는 크로아티아의 핸드볼 선수, 지도자로 포지션은 레프트백이다. 현역 시절 크로아티아 국가대표로 활약하여 1996년 하계 올림픽에서 금메달을 획득했다.